# Hebrides
Die Hebrides ist eine Ro-Pax-Fähre der Reederei CalMac Ferries. Das Schiff gehört Caledonian Maritime Assets in Port Glasgow, die es auch bereedern. Eingesetzt wird das Schiff von CalMac Ferries im Liniendienst zwischen Uig auf der zu den Inneren Hebriden gehörenden Insel Skye und den auf den Inseln Lewis and Harris und North Uist der Äußeren Hebriden liegenden Häfen Tarbert und Lochmaddy sowie zwischen den beiden Häfen auf den Äußeren Hebriden.

## Geschichte
Das Schiff wurde unter der Baunummer 208 von Ferguson Shipbuilders in Port Glasgow gebaut. Die Kiellegung des Schiffes fand am 28. Juni 1999, der Stapellauf am 2. August 2000 statt. Die Fertigstellung des Schiffes erfolgte am 2. März 2001. Es wurde von Elisabeth II. getauft und war damit das erste Schiff der Reederei, das von einem amtierenden Monarchen bzw. einer amtierenden Monarchin getauft wurde. Benannt ist es nach den Hebriden, einer Inselgruppe vor der schottischen Nordwestküste.
Das Schiff wurde am 2. März 2001 abgeliefert und am 24. März des Jahres in Dienst gestellt. Es ersetzte die Hebrides Isles, die für die Verbindung zu klein geworden war. Die Hebrides entspricht weitestgehend der 1998 in Dienst gestellten Clansman.

## Technische Daten und Ausstattung
Das Schiff wird von zwei Viertakt-Achtzylinder-Dieselmotoren des Typs MaK 8M32 mit jeweils 3.840 kW Leistung angetrieben. Die Motoren wirken über Untersetzungsgetriebe auf zwei Verstellpropeller. Die Geschwindigkeit des Schiffes beträgt rund 16 kn. Die Motoren treiben mit jeweils 1248 kW Leistung zwei Stamford-Wellengeneratoren an. Für die Stromerzeugung stehen weiterhin drei von Viertakt-Sechszylinder-Dieselmotoren des Herstellers Cummins mit je 352 kW Leistung angetriebene Stamford-Generatoren zur Verfügung.
Das Schiff ist mit zwei von Elektromotoren mit 450 kW Leistung angetriebenen Ulstein-Bugstrahlrudern ausgestattet und verfügt über einen Flossenstabilisator.
Das Schiff verfügt über ein durchgehendes Fahrzeugdeck mit 210 Spurmetern, auf dem 90 Pkw Platz finden. Zur Erhöhung der Fahrzeugkapazität befindet sich auf der Steuerbordseite ein zusätzliches, hydraulisch höhenverstellbares Deck, auf dem allerdings nur etwa zehn Pkw Platz finden. Das Fahrzeugdeck ist über eine Bug- und eine Heckrampe zugänglich. Die Rampen sind für Achslasten bis 14 t ausgelegt. Vor der Bugrampe befindet sich ein Bugvisier, das nach oben geöffnet werden kann.
Das Fahrzeugdeck ist größtenteils mit den Decksaufbauten überbaut. Im hinteren Bereich ist es nach oben offen. Oberhalb des Fahrzeugdecks befinden sich drei Decks. Auf zwei dieser Decks, Deck 4 und 5, befinden sich Einrichtungen und Räume für die Passagiere, darunter ein Selbstbedienungsrestaurant, Ruhesessel und eine Lounge. Die beiden Passagierdecks haben im hinteren Bereich offene Decks mit Sitzgelegenheiten. Die Passagierkapazität des Schiffes beträgt 612 Personen. An Bord ist Platz für 34 Besatzungsmitglieder. An Bord ist Platz für 37 Besatzungsmitglieder, die in 33 Einzel- und zwei Doppelkabinen untergebracht werden können. Die Kabinen und weitere Einrichtungen für die Schiffsbesatzung befinden sich auf Deck 5 und 6.
Das Schiff ist mit zwei Schiffsevakuierungssystem für jeweils 106 Personen ausgerüstet, so dass auf Rettungsboote verzichtet werden konnte. Für weitere Personen stehen im Notfall Rettungsinseln zur Verfügung.